# Stine Bredal Oftedal
Stine Bredal Oftedal (Oslo, 25 settembre 1991) è una pallamanista norvegese, centrale del Győri ETO KC e della nazionale norvegese.
Ha vinto il premio di migliore giocatrice IHF dell'anno 2019. Con la maglia della nazionale ha vinto il bronzo olimpico ai Giochi di Rio de Janeiro 2016 e ai Giochi di Tokyo 2020.

## Biografia
La sorella Hanna è anche una pallamanista, sua compagna di squadra sia allo Stabæk sia successivamente all'Issy Paris. È legata sentimentalmente al pallamanista tedesco Rune Dahmke.

## Carriera

### Club

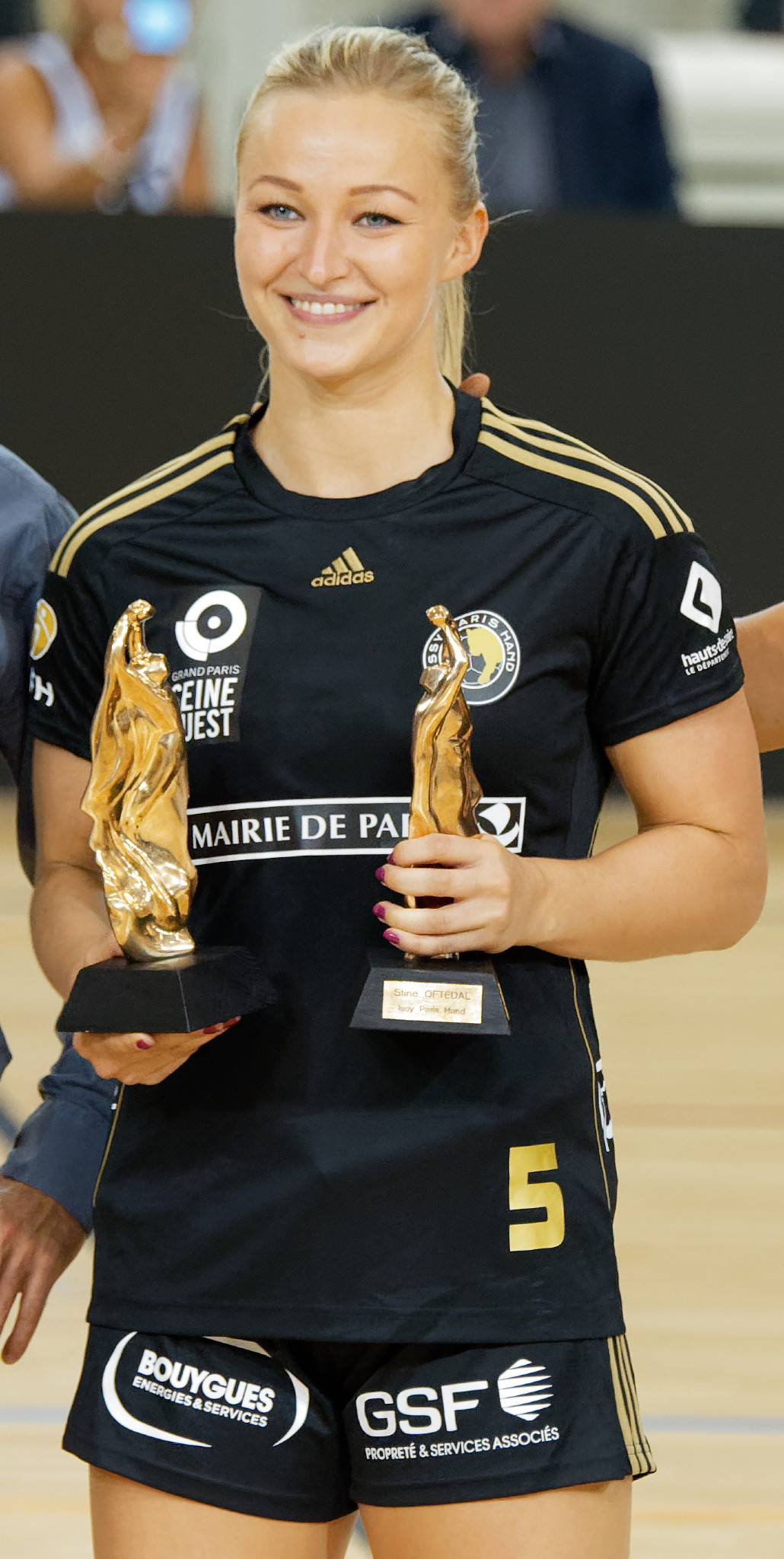
Stine Bredal Oftedal coi trofei di migliore giocatrice e migliore centrale del campionato francese per la stagione 2015-2016.

Stine Bredal Oftedal ha iniziato a giocare a pallamano sin da bambina, alternandola al calcio e all'atletica leggera, ed entrando a far parte della squadra di pallamano del Nit-Hak Nittedal. All'età di 13 anni, come appartenente al Nittedal IL, gareggiava nelle competizioni di lancio del giavellotto, lanciando a 32,08 m. All'età di 16 anni si è trasferita al Fjellhammer IL, nel quale ha giocato nella stagione 2007-2008 in Eliteserien, la massima divisione del campionato norvegese. Nel 2008 si è trasferita allo Stabæk, seguendo l'allenatore Jonas Wille al quale era stata assegnata la guida tecnica dello Stabæk. Allo Stabæk è stata poi raggiunta dalla sorella minore Hanna, e nello stesso periodo la loro madre Ellen faceva parte dello staff tecnico sia per la prima squadra sia per le giovanili.
Nel 2013 Oftedal ha lasciato lo Stabæk e si è trasferita nella società francese Issy Paris Hand. La prima stagione nella società parigina è culminata con la nomina a migliore giocatrice e migliore centrale del campionato francese. Grazie anche alle sue prestazioni l'Issy Paris raggiunse nella stagione 2013-2014 tre finali, perdendole però tutte: in campionato, dopo aver concluso la stagione regolare al terzo posto, ha perso la finale dei play-off contro il Metz; in Coppa di Francia ha perso la finale contro il Fleury Loiret; in Challenge Cup ha perso la finale contro le svedesi dell'H 65 Höör. Nel 2014 anche la sorella Hanna si è trasferita all'Issy Paris. Oftedal ha giocato con la squadra parigina per altre tre stagioni, venendo nominata migliore giocatrice e migliore centrale del campionato francese anche nelle stagioni 2015-2016 e 2016-2017, senza però riuscire a vincere alcun trofeo in campo nazionale né a livello internazionale.
Nell'estate 2017 Stine Bredal Oftedal ha lasciato l'Issy Paris e si è trasferita in Ungheria al Győri ETO KC, che aveva da poco vinto la sua terza EHF Champions League. Le prime due stagioni al Győri ETO sono state caratterizzate dalle vittorie della EHF Champions League, del campionato e della coppa nazionale. Grazie anche al suo contributo per la vittoria della terza Champions League di fila per il Győri ETO, all'esser stata nominata migliore centrale della EHF Champions League 2018-2019 e della EHF Champions League 2019-2020, è stata nominata migliore giocatrice IHF dell'anno 2019.

### Nazionale

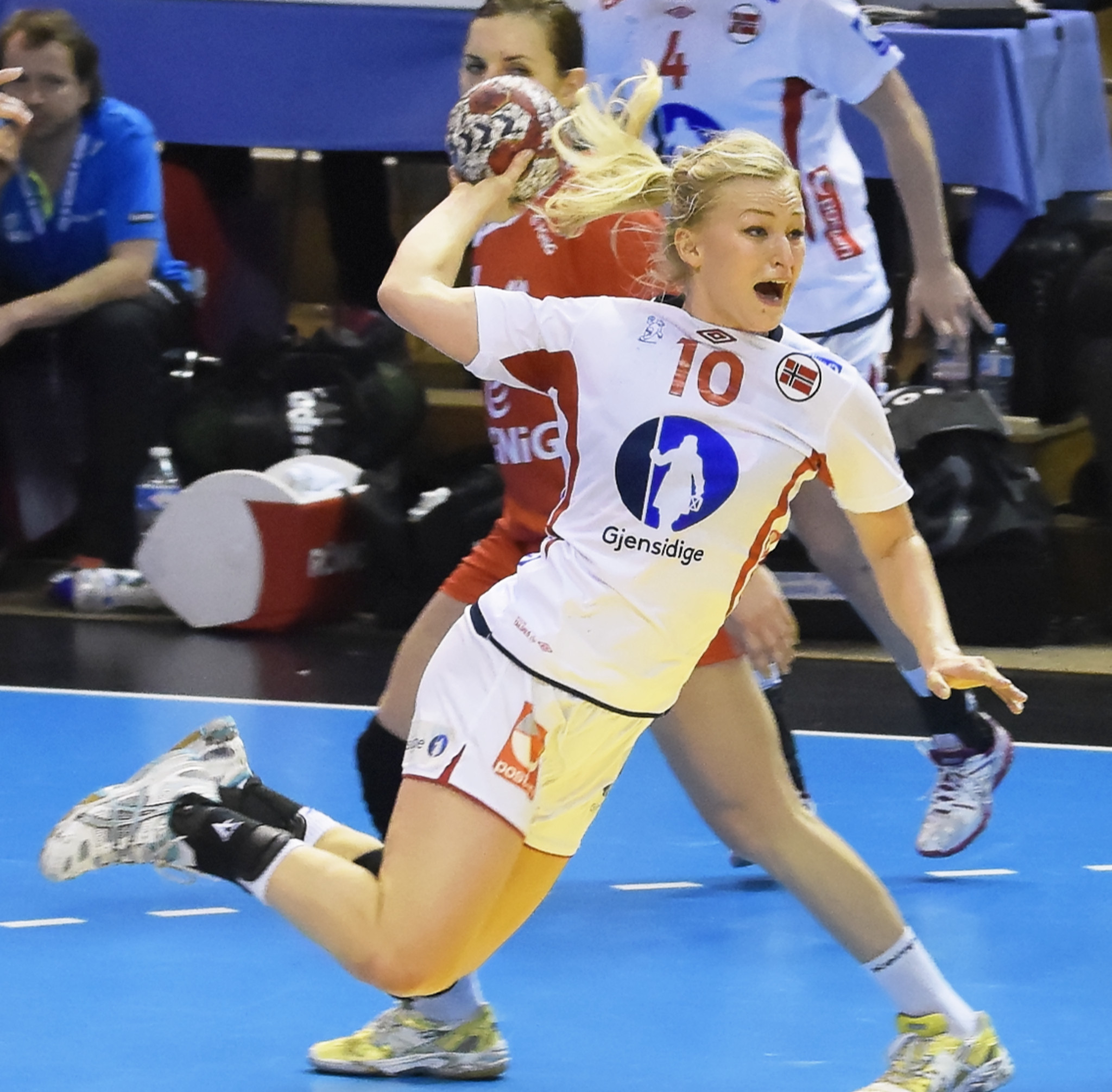
Stine Bredal Oftedal con la maglia della nazionale norvegese nel 2015.

Sin da giovanissima Stine Bredal Oftedal ha fatto parte della selezione nazionale norvegese. Nel 2009 ha fatto parte della selezione nazionale juniores che ha vinto il campionato europeo di categoria in Ungheria, mentre nel 2010 ha vinto sempre con la juniores il campionato mondiale di categoria in Corea del Sud.
Il 26 novembre 2010 all'età di 19 anni ha fatto il suo esordio nella nazionale della Norvegia nella partita vinta per 35-14 contro l'Islanda, nella quale ha anche realizzato la sua prima rete. Ha fatto poi parte della rosa della nazionale norvegese che nelle settimane successive ha vinto il campionato europeo 2010. Da allora è entrata a far parte regolarmente della nazionale, vincendo il campionato mondiale 2011. Nel 2015 ha vinto il suo secondo campionato mondiale 2015, venendo nominata migliore centrale del torneo.
Nel 2016 ha fatto parte della delegazione norvegese ai Giochi della XXXI Olimpiade a Rio de Janeiro, conquistando la medaglia di bronzo con la nazionale nel torneo di pallamano, superando i Paesi Bassi nella finale per il terzo posto. Nello stesso anno ha vinto con la nazionale norvegese il campionato europeo, il suo terzo trofeo continentale dopo il torneo del 2010 e il torneo del 2014. Nel 2017 Stine Bredal Oftedal ha vinto con la nazionale la medaglia d'argento al campionato mondiale 2017, venendo nominata migliore giocatrice del torneo. Al campionato europeo 2018, nonostante il quinto posto finale della nazionale norvegese, Oftedal è stata inserita nell'All Star Team del torneo come migliore centrale.
Al campionato europeo 2020 Oftedal ha vinto la medaglia d'oro con la nazionale norvegese, tornando a vincere il massimo trofeo continentale, ed è stata nuovamente inserita nell'All Star Team del torneo come migliore centrale. Ha fatto parte della delegazione norvegese ai Giochi della XXXII Olimpiade a Tokyo, conquistando la medaglia di bronzo con la nazionale nel torneo di pallamano, superando la Svezia nella finale per il terzo posto. Pochi mesi dopo ha vinto il suo terzo campionato mondiale.

## Palmarès

### Club
- EHF Champions League: 2

Győri ETO KC: 2017-2018, 2018-2019, 2023-2024
- Campionato ungherese: 4

Győri ETO KC: 2017-2018, 2018-2019, 2021-2022, 2022-2023
- Coppa d'Ungheria: 3

Győri ETO KC: 2017-2018, 2018-2019, 2020-2021

### Nazionale
- Bronzo olimpico: 2

Rio de Janeiro 2016, Tokyo 2020
- Campionato mondiale

 Oro: Brasile 2011
 Oro: Danimarca 2015
 Oro: Spagna 2021
 Argento: Germania 2017
- Campionato europeo

 Oro: Danimarca-Norvegia 2010
 Oro: Ungheria-Croazia 2014
 Oro: Svezia 2016
 Oro: Danimarca 2020
 Argento: Serbia 2012
- Campionato mondiale juniores

 Oro: Corea del Sud 2010
- Campionato europeo juniores

 Oro: Ungheria 2009

### Individuale
- Miglior giocatrice dell'anno IHF: 1

2019
- Migliore giocatrice al campionato mondiale: 1

Germania 2017
- Migliore centrale al campionato mondiale: 1

Danimarca 2015
- Migliore centrale al campionato europeo: 2

Francia 2018, Danimarca 2020
- Migliore centrale al campionato mondiale juniores: 1

Corea del Sud 2010
- Migliore giocatrice del campionato francese: 3

2014, 2016, 2017
- Migliore centrale del campionato francese: 3

2014, 2016, 2017
- Migliore centrale alla EHF Champions League: 3

2018-2019, 2019-2020, 2020-2021